# Prisión provisional (España)
La prisión provisional se halla regulada en la legislación española por:
1) La Constitución española en su artículo 17.4, que establece el mandato constitucional de que la Ley deberá establecer un plazo máximo.
2) La Ley de Enjuiciamiento Criminal, artículos 502 y siguientes. Cabe resaltar el artículo 503 que establece unos requisitos mínimos para poder decretarse y el 505 que establece la duración máxima:
- (503)-Requisitos:

-Que conste la existencia de hechos delictivos con penas máximas igual o superiores a 2 años (o inferior si el imputado tiene antecedentes).
-Que aparezcan motivos bastantes para creerlo responsable criminalmente del delito.
-Que se persigan determinados fines:
a) Asegurar la presencia del imputado en el proceso cuando haya riesgo de fuga
b) Evitar la ocultación, alteración o destrucción de pruebas
c) Evitar que el imputado pueda actuar contra bienes jurídicos de la víctima
d) Evitar el riesgo de que pueda cometer otros hechos delictivos (siempre que se trate de la inculpación por un delito doloso)
- (504)-Duración máxima:

-Durará el tiempo imprescindible para alcanzar los fines (a, b, c)
a) Asegurar la presencia del imputado en el proceso cuando haya riesgo de fuga
b) Evitar la ocultación, alteración o destrucción de pruebas
c) Evitar que pueda actuar contra bienes jurídicos de la víctima
-Si los fines son (a-evitar el riesgo de fuga) o (c-evitar los daños contra bienes):
-máximo 1 año (para delitos penados máximo 3 años) prorrogable hasta 6 meses
-máximo 2 años (para delitos penados con más de 3 años) prorrogable hasta 2 años
-Si el fin es (b-evitar la ocultación, alteración o destrucción de pruebas):
-máximo 6 meses, sin posibilidad de prórroga
-Si ya ha sido condenado en un proceso pero recurre la sentencia, [en tanto en cuanto no recaiga una nueva sentencia firme, el preso será considerado igualmente en prisión provisional, y en este caso] su duración nunca podrá exceder la mitad de la pena a la que haya sido condenado, [debiendo en todo caso, antes de dicha fecha, celebrarse el nuevo juicio o ser puesto en libertad].
Ley Orgánica del Poder Judicial, artículo 294 y Código Penal, artículo 58. Regula su reparación genérica y específica en algunos casos. Dispone el primer precepto que: "1. Tendrán derecho a indemnización quienes, después de haber sufrido prisión preventiva, sean absueltos por inexistencia del hecho imputado o por esta misma causa haya sido dictado auto de sobreseimiento libre, siempre que se le hayan irrogado perjuicios.2. La cuantía de la indemnización se fijará en función del tiempo de privación de libertad y de las consecuencias personales y familiares que se hayan producido. 3. La petición indemnizatoria se tramitará de acuerdo con lo establecido en el apartado 2 del artículo anterior" .El segundo prevé que "1. El tiempo de privación de libertad sufrido provisionalmente será abonado  en su totalidad por el Juez o Tribunal sentenciador para el  cumplimiento de la pena o penas impuestas en la causa en que dicha  privación fue acordada, salvo en cuanto haya coincidido con cualquier  privación de libertad impuesta al penado en otra causa, que le haya sido  abonada o le sea abonable en ella. En ningún caso un mismo periodo de  privación de libertad podrá ser abonado en más de una causa. 2. El abono de prisión provisional en causa distinta de la que se decretó será acordado de oficio o a petición del penado y previa comprobación de que no ha sido abonada en otra causa, por el Juez de Vigilancia Penitenciaria de la jurisdicción de la que dependa el centro penitenciario en que se encuentre el penado, previa audiencia del ministerio fiscal. 3. Sólo procederá el abono de prisión provisional sufrida en otra causa cuando dicha medida cautelar sea posterior a los hechos delictivos que motivaron la pena a la que se pretende abonar. 4. Las reglas anteriores se aplicarán también respecto de las privaciones de derechos acordadas cautelarmente".
No debe confundirse la prisión provisional con la detención preventiva, que es la privación de libertad que puede ser efectuada por los cuerpos y fuerzas de seguridad en sus dependencias (comisarías) e incluso, en algunos casos, por un particular, antes de la puesta a disposición del detenido ante un juez. El detenido no se halla en este caso preso, sino tan sólo privado de libertad temporalmente y, «no podrá durar más del tiempo estrictamente necesario para la realización de las averiguaciones tendentes al esclarecimiento de los hechos, y, en todo caso, en el plazo máximo de setenta y dos horas, el detenido deberá ser puesto en libertad o a disposición de la autoridad judicial». (artículo 17.2 de la Constitución española)